# Hydrotaea palpata
Hydrotaea palpata är en tvåvingeart som först beskrevs av Robineau-desvoidy 1830.  Hydrotaea palpata ingår i släktet Hydrotaea och familjen husflugor.
Artens utbredningsområde är Frankrike. Inga underarter finns listade i Catalogue of Life.